# Don Eagle
Carl Donald Bell, noto con lo pseudonimo "Chief" Don Eagle (Kahnawake, 25 agosto 1925 – Kahnawake, 17 marzo 1966), è stato un wrestler e pugile canadese.
Celebre negli anni cinquanta, interpretava la gimmick dell'indiano americano con tanto di cresta alla mohicana (Bell proveniva effettivamente da una riserva indiana in territorio canadese, Kahnawake, vicino a Montréal). In carriera vinse la cintura di AWA Boston World Champion. La sua figura ha ispirato altri celebri "indiani" del mondo del wrestling come Wahoo McDaniel, Chief Jay Strongbow e Tatanka.

## Carriera
Don Eagle iniziò la sua carriera di pugile nel 1945, dopo un precedente breve periodo come operaio. Il suo allenatore era il padre, Chief Joseph War Eagle (John Bell), ex veterano del ring ed ex Junior Heavyweight Champion.
Smessa precocemente la carriera di boxeur, Eagle passò al wrestling guadagnandosi velocemente l'attenzione degli addetti ai lavori grazie alla sua tecnica sopraffina, e alla capacità di riuscire a sfuggire alla maggior parte delle prese a cui veniva sottoposto dagli avversari. Nel suo primo anno di attività, Eagle combatté in 22 match vincendone 17. Viaggiando da stato a stato, con la sua caratteristica cadillac che aveva montata sul tettuccio una canoa, Eagle lottò contro i maggiori wrestler della sua epoca, come Buddy Rogers, Lou Thesz, e Gorgeous George.  All'inizio del 1950, Eagle divenne la prima persona a riuscire nell'impresa di schiacciare al tappeto l'ex campione mondiale dei pesi massimi di boxe Primo Carnera. Inoltre disputò un titanico match della durata di sessanta minuti terminato in pareggio contro Antonino Rocca, il 19 maggio del 1951 al Chicago Stadium.

### Controversie circa il titolo AWA World Heavyweight Championship (Boston)
L'incontro più importante della carriera di Eagle ebbe luogo il 23 maggio 1950 quando sconfisse Frank Sexton in un best-of-three falls match, aggiudicandosi apparentemente il titolo di campione del mondo AWA (versione di Boston).
Tre giorni dopo, Eagle apparve però in TV senza la cintura di campione per affrontare Gorgeous George in un altro best-of-three falls match a Chicago. Dopo la conclusione del match, terminato con la vittoria di Gorgeous George, Eagle aggredì l'arbitro reo, secondo lui, di averlo sfavorito, e fu quindi immediatamente sospeso dall'attività dalla Illinois State Athletic Commission. Il titolo vinto da Eagle venne dichiarato vacante e sostituito, nel novembre seguente, dall'AWA Eastern Heavyweight Title.

### Semi-ritiro
Nonostante le polemiche e la conseguente sospensione, la popolarità di Eagle era ormai in rapida crescita, e gli conseguì lo status di "main eventer" per i successivi tre anni.
Durante un incontro disputatosi nel 1953 contro Hans Schmidt, Eagle fu gettato fuori dal ring e atterrò sopra una sedia a bordo ring danneggiandosi alcuni dischi vertebrali e rompendosi due costole. Restò fermo un anno intero per riprendersi dall'infortunio, allenando nel frattempo il giovane Billy Two Rivers. A causa dei continui problemi alla schiena, Eagle decise di diradare sempre più l'attività sul ring arrivando poi al ritiro definitivo nel 1963, all'età di 38 anni.

## Morte
Wrestling Revue riportò la notizia del decesso di Don Eagle il 17 marzo 1966, affermando che il Nativo Americano si fosse suicidato con un colpo di pistola. A molti anni dalla morte, le circostanze del presunto suicidio di Bell rimangono avvolte in circostanze poco chiare. I familiari e conoscenti del wrestler sono tuttora convinti che si sia trattato di un incidente, e non di un suicidio.

## Curiosità
- "Chief" Don Eagle è stato più volte citato dallo storico commentatore di wrestling Dan Peterson, come "il suo lottatore favorito di tutti i tempi".

## Personaggio
Mossa finale
- Tomahawk chop[3]

## Titoli e riconoscimenti
- American Wrestling Association
  - AWA World Heavyweight Championship (Boston version) (1)